# Saragossamanuskripten
Saragossamanuskripten (polska: Rękopis znaleziony w Saragossie) är en polsk dramafilm från 1965 regisserad av Wojciech Has.